# Ranohon Amanova
Ranohon Amanova, född 8 augusti 1994, är en uzbekisk simmare.
Amanova tävlade för Uzbekistan vid olympiska sommarspelen 2012 i London, där hon blev utslagen i försöksheatet på 200 meter medley. Vid olympiska sommarspelen 2016 i Rio de Janeiro tävlade Amanova i två grenar (200 och 400 meter medley), där hon blev utslagen i försöksheatet i båda grenarna.